# Campionati del mondo di atletica leggera 2023 - 3000 metri siepi femminili
La specialità dei 3000 metri siepi femminili dei campionati del mondo di atletica leggera 2023 si è svolta il 23 e il 27 agosto 2023 al Centro nazionale di atletica leggera di Budapest, in Ungheria.

## Podio
| Pos.    | Atleta              | Nazionalità | Tempo   |
| ------- | ------------------- | ----------- | ------- |
| Oro     | Winfred Mutile Yavi | Bahrein     | 8:54.29 |
| Argento | Beatrice Chepkoech  | Kenya       | 8:58.98 |
| Bronzo  | Faith Cherotich     | Kenya       | 9:00.69 |

## Situazione pre-gara

### Record
Prima di questa competizione, il record del mondo (RM) e il record dei campionati (RC) erano i seguenti.
| Record                | Prestazione | Atleta                   | Data                                         | Competizione  |
| --------------------- | ----------- | ------------------------ | -------------------------------------------- | ------------- |
| Record mondiale       | 8'44"32     | Beatrice Chepkoech Kenya | 20 luglio 2018 Monaco, Principato di Monaco  | Herculis 2018 |
| Record dei campionati | 8'53"02     | Norah Jeruto Kazakistan  | 27 agosto 2022 Eugene, Stati Uniti d'America | Mondiali 2022 |

### Campioni in carica
I campioni in carica a livello mondiale e olimpico erano:
| Campione | Atleta                  | Prestazione | Data                                         | Competizione         |
| -------- | ----------------------- | ----------- | -------------------------------------------- | -------------------- |
| Olimpico | Peruth Chemutai Uganda  | 9'01"45     | 4 agosto 2021 Tokyo, Giappone                | Giochi olimpici 2021 |
| Mondiale | Norah Jeruto Kazakistan | 8'53"02     | 27 agosto 2022 Eugene, Stati Uniti d'America | Mondiali 2022        |

### La stagione
Prima di questa gara, le atlete con le migliori tre prestazioni dell'anno erano:
| Pos. | Atleta                   | Prestazione | Data                               |
| ---- | ------------------------ | ----------- | ---------------------------------- |
| 1    | Jackline Chepkoech Kenya | 8'57"35     | 23 luglio 2023 Londra, Regno Unito |
| 2    | Sembo Almayew Etiopia    | 9'00"71     | 2 giugno 2023 Firenze, Italia      |
| 3    | Beatrice Chepkoech Kenya | 9'04"34     | 23 luglio 2023 Londra, Regno Unito |

## Risultati

### Batterie
Le prime 5 di ogni batteria (Q) si qualificano alla finale.
| Class. | Gruppo | Nome                    | Nazione     | Tempo    | Note                          |
| ------ | ------ | ----------------------- | ----------- | -------- | ----------------------------- |
| 1      | 3      | Jackline Chepkoech      | Kenya       | 9:16.41  | Q                             |
| 2      | 3      | Zerfe Wondemagegn       | Etiopia     | 9:16.97  | Q                             |
| 3      | 3      | Luiza Gega              | Albania     | 9:17.71  | Q                             |
| 4      | 1      | Winfred Mutile Yavi     | Bahrein     | 9:19.18  | Q                             |
| 5      | 1      | Beatrice Chepkoech      | Kenya       | 9:19.22  | Q                             |
| 6      | 2      | Faith Cherotich         | Kenya       | 9:19.55  | Q                             |
| 7      | 2      | Sembo Almayew           | Etiopia     | 9:19.60  | Q                             |
| 8      | 2      | Peruth Chemutai         | Uganda      | 9:20.03  | Q                             |
| 9      | 1      | Lomi Muleta             | Etiopia     | 9:20.13  | Q                             |
| 10     | 3      | Alice Finot             | Francia     | 9:20.27  | Q                             |
| 11     | 1      | Courtney Wayment        | Stati Uniti | 9:20.60  | Q                             |
| 12     | 2      | Maruša Mišmaš-Zrimšek   | Slovenia    | 9:21.79  | Q                             |
| 13     | 1      | Marwa Bouzayani         | Tunisia     | 9:23.07  | Q                             |
| 14     | 1      | Alicja Konieczek        | Polonia     | 9:23.45  | Miglior prestazione personale |
| 15     | 3      | Olivia Gürth            | Germania    | 9:24.28  | Q,                            |
| 16     | 2      | Parul Chaudhary         | India       | 9:24.29  | Q,                            |
| 17     | 1      | Aimee Pratt             | Regno Unito | 9:26.37  |                               |
| 18     | 1      | Regan Yee               | Canada      | 9:26.39  |                               |
| 19     | 2      | Ceili McCabe            | Canada      | 9:29.30  |                               |
| 20     | 2      | Cara Feain-Ryan         | Australia   | 9:29.60  | Miglior prestazione personale |
| 21     | 3      | Greta Karinauskaitė     | Lituania    | 9:30.28  |                               |
| 22     | 3      | Kristlin Gear           | Stati Uniti | 9:30.61  |                               |
| 23     | 3      | Amy Cashin              | Australia   | 9:31.07  | Miglior prestazione personale |
| 24     | 1      | Marta Serrano           | Spagna      | 9:31.82  |                               |
| 25     | 3      | Irene Sánchez-Escribano | Spagna      | 9:31.97  |                               |
| 26     | 2      | Carolina Robles         | Spagna      | 9:34.41  |                               |
| 27     | 2      | Flavie Renouard         | Francia     | 9:39.91  |                               |
| 28     | 2      | Emma Coburn             | Stati Uniti | 9:41.52  |                               |
| 29     | 2      | Aneta Konieczek         | Polonia     | 9:45.61  |                               |
| 30     | 2      | Daisy Jepkemei          | Kazakistan  | 9:46.23  |                               |
| 31     | 1      | Tuğba Güvenç            | Turchia     | 9:50.96  |                               |
| 32     | 1      | Brielle Erbacher        | Australia   | 9:57.11  |                               |
| 33     | 1      | Nataliya Strebkova      | Ucraina     | 10:02.20 |                               |
| 34     | 3      | Juliane Hvid            | Danimarca   | 10:09.41 |                               |
| 35     | 3      | Tatiane Raquel da Silva | Brasile     | 10:19.80 |                               |

### Finale
La finale è iniziata il 27 agosto 2023, alle ore 21:05.
| Class.  | Nome                  | Nazione     | Tempo   | Note                                     |
| ------- | --------------------- | ----------- | ------- | ---------------------------------------- |
| Oro     | Winfred Mutile Yavi   | Bahrein     | 8:54.29 | Miglior prestazione mondiale stagionale  |
| Argento | Beatrice Chepkoech    | Kenya       | 8:58.98 | Miglior prestazione personale stagionale |
| Bronzo  | Faith Cherotich       | Kenya       | 9:00.69 | Miglior prestazione personale            |
| 4       | Zerfe Wondemagegn     | Etiopia     | 9:05.51 |                                          |
| 5       | Alice Finot           | Francia     | 9:06.15 | Record nazionale                         |
| 6       | Maruša Mišmaš-Zrimšek | Slovenia    | 9:06.37 | Record nazionale                         |
| 7       | Peruth Chemutai       | Uganda      | 9:10.26 | Miglior prestazione personale            |
| 8       | Luiza Gega            | Albania     | 9:10.27 | Miglior prestazione personale stagionale |
| 9       | Jackline Chepkoech    | Kenya       | 9:14.72 |                                          |
| 10      | Marwa Bouzayani       | Tunisia     | 9:15.07 |                                          |
| 11      | Parul Chaudhary       | India       | 9:15.31 | Record nazionale                         |
| 12      | Lomi Muleta           | Etiopia     | 9:15.36 |                                          |
| 13      | Sembo Almayew         | Etiopia     | 9:18.25 |                                          |
| 14      | Olivia Gürth          | Germania    | 9:20.08 | Miglior prestazione personale            |
| 15      | Courtney Wayment      | Stati Uniti | 9:25.90 |                                          |